# Erythromelana jaena
Erythromelana jaena là một loài ruồi trong họ Tachinidae.